# Verschiebungsgradient

Lineare Abbildung eines Vektors durch einen Tensor.

Der Verschiebungsgradient (Formelzeichen: {\displaystyle \mathbf {H} }) ist in der Kontinuumsmechanik ein einheitenfreier Tensor zweiter Stufe, der die lokale Verformung in einem materiellen Punkt eines Körpers beschreibt. Tensoren zweiter Stufe werden hier als lineare Abbildungen von geometrischen Vektoren auf geometrische Vektoren benutzt, die im Allgemeinen dabei gedreht und gestreckt werden, siehe Abbildung rechts.
Die Verschiebung des Partikels eines Körpers ist die Strecke zwischen seiner aktuellen Lage und seiner Position in der (undeformierten) Ausgangslage. Der Verschiebungsgradient beschreibt nun, wie sich die Verschiebung ändert, wenn die Position in der Ausgangslage variiert. Mathematisch ist er der Gradient der den Verschiebungen zugeordneten Vektoren, daher der Name. Im allgemeinen Fall ist der Verschiebungsgradient sowohl vom Ort als auch von der Zeit abhängig. Die Komponenten des Verschiebungsgradienten berechnen sich wie eine Jacobimatrix und können auch in einer Matrix notiert werden.
Der Verschiebungsgradient unterscheidet sich vom Deformationsgradient nur durch den konstanten Einheitstensor, wird aber vor allem im Fall kleiner Verschiebungen benutzt. Kleine Verschiebungen liegen vor, wenn die größten, im Körper auftretenden Verschiebungen immer noch wesentlich kleiner sind als eine charakteristische Abmessung des Körpers. Bei kleinen Verschiebungen ist der Verschiebungsgradient eine grundlegende Größe mit der lokale Drehungen, Streckungen und Dehnungen quantifiziert werden. Sein symmetrischer Anteil entspricht beispielsweise der Ingenieursdehnung.

## Definition
Der materielle Körper wird mit Konfigurationen in einen euklidischen Vektorraum abgebildet. In ihm wird die Bewegung eines materiellen Punktes mit der Bewegungsfunktion
{\displaystyle {\vec {x}}=x_{1}{\vec {e}}_{1}+x_{2}{\vec {e}}_{2}+x_{3}{\vec {e}}_{3}={\vec {\chi }}({\vec {X}},t)}
beschrieben. Der Vektor {\displaystyle {\vec {x}}} ist die aktuelle Position des materiellen Punktes {\displaystyle {\vec {X}}} zur Zeit {\displaystyle t} in der Momentankonfiguration. Die Komponenten {\displaystyle x_{1,2,3}} sind die räumlichen Koordinaten des Punktes bezüglich der Standardbasis {\displaystyle {\vec {e}}_{1,2,3}}. Der Vektor
{\displaystyle {\vec {X}}=X{\vec {e}}_{1}+Y{\vec {e}}_{2}+Z{\vec {e}}_{3}=X_{1}{\vec {e}}_{1}+X_{2}{\vec {e}}_{2}+X_{3}{\vec {e}}_{3}}
ist genauer die Position des betrachteten materiellen Punktes im undeformierten Körper in der Ausgangs- oder Referenzkonfiguration. Die Komponenten {\displaystyle X_{1,2,3}} sind die materiellen Koordinaten des betrachteten Punktes.
Bei festgehaltenem materiellen Punkt {\displaystyle {\vec {X}}} beschreibt die Bewegungsfunktion dessen Bahnlinie durch den Raum. Die Verschiebung ist nun der Differenzvektor zwischen der aktuellen Lage des Punktes im deformierten Körper und seiner ursprünglichen Lage im undeformierten Körper:
{\displaystyle {\vec {u}}({\vec {X}},t)=u{\vec {e}}_{1}+v{\vec {e}}_{2}+w{\vec {e}}_{3}=u_{1}{\vec {e}}_{1}+u_{2}{\vec {e}}_{2}+u_{3}{\vec {e}}_{3}={\vec {\chi }}({\vec {X}},t)-{\vec {X}}={\vec {x}}-{\vec {X}}}.
Um zu untersuchen wie sich die Verschiebung ändert, wenn die Position in der undeformierten Ausgangslage variiert wird, wird die Ableitung gebildet:
{\displaystyle H_{kl}={\frac {\mathrm {d} u_{k}({\vec {X}},t)}{\mathrm {d} X_{l}}}\quad {\mathsf {mit}}\quad k,l=1,2,3}.
Darin sind {\displaystyle H_{kl}} die Komponenten des Verschiebungsgradienten bezüglich des Basissystems {\displaystyle {\vec {e}}_{1,2,3}}.
Um zu einer koordinatenfreien Darstellung zu gelangen, wird das dyadische Produkt {\displaystyle \otimes } benutzt:
{\displaystyle \mathbf {H} =\sum _{k,l=1}^{3}H_{kl}{\vec {e}}_{k}\otimes {\vec {e}}_{l}:=\operatorname {GRAD} \,{\vec {u}}({\vec {X}},t)={\begin{pmatrix}{\frac {\mathrm {d} u}{\mathrm {d} X}}&{\frac {\mathrm {d} u}{\mathrm {d} Y}}&{\frac {\mathrm {d} u}{\mathrm {d} Z}}\\{\frac {\mathrm {d} v}{\mathrm {d} X}}&{\frac {\mathrm {d} v}{\mathrm {d} Y}}&{\frac {\mathrm {d} v}{\mathrm {d} Z}}\\{\frac {\mathrm {d} w}{\mathrm {d} X}}&{\frac {\mathrm {d} w}{\mathrm {d} Y}}&{\frac {\mathrm {d} w}{\mathrm {d} Z}}\end{pmatrix}}_{{\vec {e}}_{k}\otimes {\vec {e}}_{l}}}.
Der Tensor {\displaystyle \mathbf {H} } ist der Verschiebungsgradient und {\displaystyle \operatorname {GRAD} } ist das Symbol für den materiellen Gradienten, denn es wird nach den materiellen Koordinaten {\displaystyle X_{1,2,3}} abgeleitet.

## Geometrische Linearisierung
In der Festkörpermechanik treten in vielen, vor allem in technischen Anwendungsbereichen, nur kleine Verschiebungen auf. In diesem Fall erfahren die Gleichungen der Kontinuumsmechanik eine erhebliche Vereinfachung durch geometrische Linearisierung. Wenn {\displaystyle L} eine charakteristische Abmessung des Körpers ist, dann wird bei kleinen Verschiebungen sowohl {\displaystyle |{\vec {u}}|\ll L} als auch {\displaystyle \parallel \mathbf {H} \parallel \ll 1} gefordert, so dass alle Terme, die höhere Potenzen von {\displaystyle {\vec {u}}} oder {\displaystyle \mathbf {H} } beinhalten, vernachlässigt werden können. Die Bezeichnungen für den Deformationsgradient
{\displaystyle \mathbf {F} =\operatorname {GRAD} {\vec {\chi }}=\operatorname {GRAD} {\vec {X}}+\operatorname {GRAD} {\vec {u}}=\mathbf {I} +\mathbf {H} },
den symmetrischen-
{\displaystyle \mathbf {H} ^{\mathrm {S} }={\frac {1}{2}}(\mathbf {H} +\mathbf {H} ^{\mathrm {T} })}
und schiefsymmetrischen Anteil
{\displaystyle \mathbf {H} ^{\mathrm {A} }={\frac {1}{2}}(\mathbf {H} -\mathbf {H} ^{\mathrm {T} })}
des Verschiebungsgradienten werden im Folgenden benutzt. Der linearisierte Verzerrungstensor
{\displaystyle {\boldsymbol {\varepsilon }}=\mathbf {H} ^{\mathrm {S} }={\frac {1}{2}}\left(\mathbf {H} +\mathbf {H} ^{\mathrm {T} }\right)={\begin{pmatrix}{\frac {\mathrm {d} u}{\mathrm {d} x}}&{\frac {1}{2}}\left({\frac {\mathrm {d} u}{\mathrm {d} y}}+{\frac {\mathrm {d} v}{\mathrm {d} x}}\right)&{\frac {1}{2}}\left({\frac {\mathrm {d} u}{\mathrm {d} z}}+{\frac {\mathrm {d} w}{\mathrm {d} x}}\right)\\{\frac {1}{2}}\left({\frac {\mathrm {d} v}{\mathrm {d} x}}+{\frac {\mathrm {d} u}{\mathrm {d} y}}\right)&{\frac {\mathrm {d} v}{\mathrm {d} y}}&{\frac {1}{2}}\left({\frac {\mathrm {d} v}{\mathrm {d} z}}+{\frac {\mathrm {d} w}{\mathrm {d} y}}\right)\\{\frac {1}{2}}\left({\frac {\mathrm {d} w}{\mathrm {d} x}}+{\frac {\mathrm {d} u}{\mathrm {d} z}}\right)&{\frac {1}{2}}\left({\frac {\mathrm {d} w}{\mathrm {d} y}}+{\frac {\mathrm {d} v}{\mathrm {d} z}}\right)&{\frac {\mathrm {d} w}{\mathrm {d} z}}\end{pmatrix}}}
ist in der technischen Mechanik wohlbekannt und wird auch Ingenieursdehnung genannt.

### Deformationsgradient und seine Polarzerlegung
Bei kleinen Verschiebungen sind die Invarianten des Deformationsgradienten Funktionen der Spur des Verschiebungsgradienten:
| Operator               | Allgemeine Definition | Form bei kleinen Verschiebungen                                                                       |
| ---------------------- | --- | --- |
| Spur                   | {\displaystyle \operatorname {Sp} (\mathbf {F} )=3+\operatorname {Sp} (\mathbf {H} )}                                                               | {\displaystyle \operatorname {Sp} (\mathbf {F} )=3+\operatorname {Sp} (\mathbf {H} )}                 |
| Zweite Hauptinvariante | {\displaystyle \operatorname {I} _{2}(\mathbf {F} )={\frac {1}{2}}(\operatorname {Sp} (\mathbf {F} )^{2}-\operatorname {Sp} (\mathbf {F\cdot F} ))} | {\displaystyle \operatorname {I} _{2}(\mathbf {F} )\approx 3+2\operatorname {Sp} (\mathbf {H} )}      |
| Determinante           | {\displaystyle \operatorname {det} (\mathbf {F} )=\operatorname {det} (\mathbf {I} +\mathbf {H} )}                                                  | {\displaystyle \operatorname {det} (\mathbf {F} )\approx 1+\operatorname {Sp} (\mathbf {H} )}         |
| Frobeniusnorm          | {\displaystyle \parallel \mathbf {F} \parallel ={\sqrt {\operatorname {Sp} (\mathbf {F^{\mathrm {T} }\cdot F} )}}}                                  | {\displaystyle \parallel \mathbf {F} \parallel \approx {\sqrt {3}}+\operatorname {Sp} (\mathbf {H} )} |

Der Deformationsgradient {\displaystyle \mathbf {F} } lässt sich eindeutig „polar“ in eine Rotation und eine reine Streckung zerlegen. Durch Anwendung der Polarzerlegung resultiert die Darstellung
{\displaystyle \mathbf {F} =\mathbf {R\cdot U} =\mathbf {v\cdot R} }.
Der Rotationstensor {\displaystyle \mathbf {R} } ist ein  „eigentlich orthogonaler Tensor“. Der materielle Rechte Strecktensor {\displaystyle \mathbf {U} } und der räumliche Linke Strecktensor  {\displaystyle \mathbf {v} } sind symmetrisch und positiv definit. Bei kleinen Verschiebungen sind sie identisch und linear in den linearisierten Dehnungen, wie die folgende Tabelle zeigt:
| Name                 | Allgemeine Definition                                                                     | Form bei kleinen Verschiebungen                                               |
| -------------------- | ----------------------------------------------------------------------------------------- | ----------------------------------------------------------------------------- |
| Rechter Strecktensor | {\displaystyle \mathbf {U} ={\sqrt {\mathbf {F^{\mathrm {T} }\cdot F} }}}                 | {\displaystyle \mathbf {U} \approx \mathbf {I} +{\boldsymbol {\varepsilon }}} |
| Linker Strecktensor  | {\displaystyle \mathbf {v} ={\sqrt {\mathbf {F\cdot F} ^{\mathrm {T} }}}}                 | {\displaystyle \mathbf {v} \approx \mathbf {I} +{\boldsymbol {\varepsilon }}} |
| Rotationstensor      | {\displaystyle \mathbf {R} =\mathbf {F\cdot U} ^{-1}=\mathbf {v} ^{-1}\cdot \mathbf {F} } | {\displaystyle \mathbf {R} \approx \mathbf {I} +\mathbf {H} ^{\mathrm {A} }}  |

Die Identitäten
{\displaystyle {\begin{array}{lclclll}\mathbf {F} &=&\mathbf {R} &\cdot &\mathbf {U} \\\mathbf {H} &=&\mathbf {R} _{L}&+&{\boldsymbol {\varepsilon }}&=&\mathbf {H} ^{\mathrm {A} }+\mathbf {H} ^{\mathrm {S} }\end{array}}}
zeigen, dass bei kleinen Verzerrungen die Polarzerlegung des Deformationsgradienten in die additive Zerlegung des Verschiebungsgradienten in seinen schiefsymmetrischen und symmetrischen Anteil übergeht. Der  Anteil
{\displaystyle \mathbf {R} _{L}:=\mathbf {H} ^{\mathrm {A} }}
wird linearisierter Rotationstensor und der symmetrische Anteil
{\displaystyle {\boldsymbol {\varepsilon }}:=\mathbf {H} ^{\mathrm {S} }},
wird, wie oben erwähnt, linearisierter Verzerrungstensor oder Ingenieursdehnung genannt.
Bei den Inversen der Tensoren in der Tabelle dreht sich bei geometrischer Linearisierung das Vorzeichen des Anteils des Verschiebungsgradienten um:
{\displaystyle {\begin{array}{rcl}\mathbf {U} ^{-1}&=&\mathbf {v} ^{-1}\approx \mathbf {I} -{\boldsymbol {\varepsilon }}\\\mathbf {R} ^{-1}&=&\mathbf {R} ^{\mathrm {T} }\approx \mathbf {I} -\mathbf {H} ^{A}\end{array}}}

### Strecktensoren
Der rechte und linke Cauchy-Green Tensor sind bei kleinen Verschiebungen identisch und linear in den linearisierten Dehnungen:
| Name                        | Allgemeine Definition                                           | Form bei kleinen Verschiebungen |
| --------------------------- | --------------------------------------------------------------- | --- |
| Rechter Cauchy-Green Tensor | {\displaystyle \mathbf {C} =\mathbf {F^{\mathrm {T} }\cdot F} } | {\displaystyle \mathbf {C} \approx \mathbf {I} +\mathbf {H} +\mathbf {H} ^{\mathrm {T} }=\mathbf {I} +2{\boldsymbol {\varepsilon }}} |
| Linker Cauchy-Green Tensor  | {\displaystyle \mathbf {b} =\mathbf {F\cdot F} ^{\mathrm {T} }} | {\displaystyle \mathbf {b} \approx \mathbf {I} +\mathbf {H} +\mathbf {H} ^{\mathrm {T} }=\mathbf {I} +2{\boldsymbol {\varepsilon }}} |

Auch hier dreht sich bei Invertierung im geometrisch linearen Fall das Vorzeichen von {\displaystyle {\boldsymbol {\varepsilon }}} um:
{\displaystyle \mathbf {C} ^{-1}\approx \mathbf {b} ^{-1}\approx \mathbf {I} -2{\boldsymbol {\varepsilon }}}.

### Verzerrungstensoren
Mit den obigen Ergebnissen für die Strecktensoren kann sofort bestätigt werden, dass die Verzerrungstensoren bei kleinen Verschiebungen in den linearisierten Verzerrungstensor {\displaystyle {\boldsymbol {\varepsilon }}} oder sein negatives übergehen:
| Name                             | Allgemeine Definition                                                           | Form bei kleinen Verschiebungen                                                                                            |
| -------------------------------- | ------------------------------------------------------------------------------- | --- |
| Green-Lagrange Verzerrungstensor | {\displaystyle \mathbf {E} ={\frac {1}{2}}(\mathbf {C} -\mathbf {I} )}          | {\displaystyle \mathbf {E} \approx {\boldsymbol {\varepsilon }}}                                                           |
| Biot-Verzerrungstensor           | {\displaystyle \mathbf {E} _{N}=\mathbf {U} -\mathbf {I} }                      | {\displaystyle \mathbf {E} _{N}\approx {\boldsymbol {\varepsilon }}}                                                       |
| Hencky Dehnungen                 | {\displaystyle \mathbf {E} _{H}=\ln(\mathbf {U} )}                              | {\displaystyle \mathbf {E} _{H}\approx \ln(\mathbf {I} +{\boldsymbol {\varepsilon }})\approx {\boldsymbol {\varepsilon }}} |
| Piola-Verzerrungstensor          | {\displaystyle \mathbf {E} _{P}={\frac {1}{2}}(\mathbf {C} ^{-1}-\mathbf {I} )} | {\displaystyle \mathbf {E} _{P}\approx -{\boldsymbol {\varepsilon }}}                                                      |
| Euler-Almansi Verzerrungstensor  | {\displaystyle \mathbf {e} ={\frac {1}{2}}(\mathbf {I} -\mathbf {b} ^{-1})}     | {\displaystyle \mathbf {e} \approx {\boldsymbol {\varepsilon }}}                                                           |
| Finger-Tensor                    | {\displaystyle \mathbf {e} _{F}={\frac {1}{2}}(\mathbf {I} -\mathbf {b} )}      | {\displaystyle \mathbf {e} _{F}\approx -{\boldsymbol {\varepsilon }}}                                                      |
| Swainger-Verzerrungstensor       | {\displaystyle \mathbf {e} _{S}=\mathbf {I} -\mathbf {v} ^{-1}}                 | {\displaystyle \mathbf {e} _{S}\approx {\boldsymbol {\varepsilon }}}.                                                      |